# Pepe Gámez
Pepe Gámez (Ciudad Mante, Tamaulipas; 18 de diciembre de 1983) es un actor y modelo mexicano. Participó en telenovelas como Juro que te amo, Ni contigo ni sin ti y fue conocido por su participación en la serie biográfica de Telemundo Mariposa de barrio interpretando a Juan López, y el cual fue uno de los amores de la cantante Jenni Rivera. También fue parte del reality “La Casa De Los Famosos 3” por Telemundo donde obtuvo el puesto de tercer finalista.

## Filmografía
| Año       | Título                                | Personaje                 | Notas                     |
| --------- | ------------------------------------- | ------------------------- | ------------------------- |
| 2025      | La jefa                               | Sebastián Cruz            | Reparto                   |
| 2024      | La mujer de mi vida                   | Salvador Ramírez (Chava)  | Reparto                   |
| 2023      | Juego de mentiras                     | Jesús "Chuy" Marín        | Villano                   |
| 2023      | La casa de los famosos                | Concursante               | 3er Finalista             |
| 2022      | Amores que engañan                    | Max                       | Ep. Lo virtual no es real |
| 2019      | Decisiones: Unos ganan, otros pierden | Javier                    | Ep. Decidi volver         |
| 2018-2021 | Falsa identidad                       | Deivid                    | Coprotagonista            |
| 2017      | Milagros de Navidad                   | Jerry                     | Ep. 8 "Abriendo muros"    |
| 2017      | Mariposa de barrio                    | Juan Manuel López         | Rol principal             |
| 2015      | Dueños del paraíso                    | Elías Cardona             | Rol recurrente            |
| 2013      | Pasión prohibida                      | Yair Duarte               | Rol recurrente            |
| 2010-2011 | Ni contigo ni sin ti                  | Alfonso Chamorro "Poncho" | Rol recurrente            |
| 2008-2009 | Juro que te amo                       | Julio                     | Rol recurrente            |
| 2008      | El Pantera                            | José                      | Participación especial    |
| 2007      | Pasión                                | Jesús                     | Participación recurrente  |
| 2006      | Duelo de pasiones                     | Pepe                      | Debut en telenovelas      |
| 2006      | Mujer, casos de la vida real          | Varios personajes         |                           |
| 2005      | Rebelde                               | Jugador de Fútbol         | Participación Especial    |

#### Cine
| Año  | Título           | Personaje    |
| ---- | ---------------- | ------------ |
| 2016 | Salvación eterna | Sergio       |
| 2015 | Sinvergüenzas    | "El Pelucas" |
| 2014 | Aero             | Luis         |

### Vídeos musicales
- Me enamoré de ti, de Omar Chaparro